# Seppois-le-Haut
Seppois-le-Haut (Owersept en alsacien) est une commune française située dans la circonscription administrative du Haut-Rhin et, depuis le 1er janvier 2021, dans le territoire de la Collectivité européenne d'Alsace, en région Grand Est.
Cette commune se trouve dans la région historique et culturelle d'Alsace.

## Géographie
Le village est situé à l'extrême sud-ouest du Sundgau. Il est au confluent de la Largue, qui le traverse, et du Grumbach. Il est plus ou moins à équidistance de Mulhouse au nord, de Belfort au sud-ouest et de Bâle à l'est.
Il forme une agglomération continue avec le village voisin de Seppois-le-Bas.
| Seppois-le-Bas | Largitzen       |            |
|                | Seppois-le-Haut | Bisel      |
| Pfetterhouse   |                 | Mooslargue |

### Hydrographie

#### Réseau hydrographique
La commune est dans le bassin versant du Rhin au sein du bassin Rhin-Meuse. Elle est drainée par la Largue, le Grumbach, le ruisseau de l'Étang de St Antoine, le ruisseau des Étangs de Gerschwiller et le Dorfbach,,.
La Largue, d'une longueur de 51 km, prend sa source dans la commune de Oberlarg et se jette  dans l'Ill à Illfurth, après avoir traversé 28 communes. 
Le Grumbach, d'une longueur de 12 km, prend sa source dans la commune de Bendorf et se jette  dans la Largue sur la commune, après avoir traversé cinq communes. 

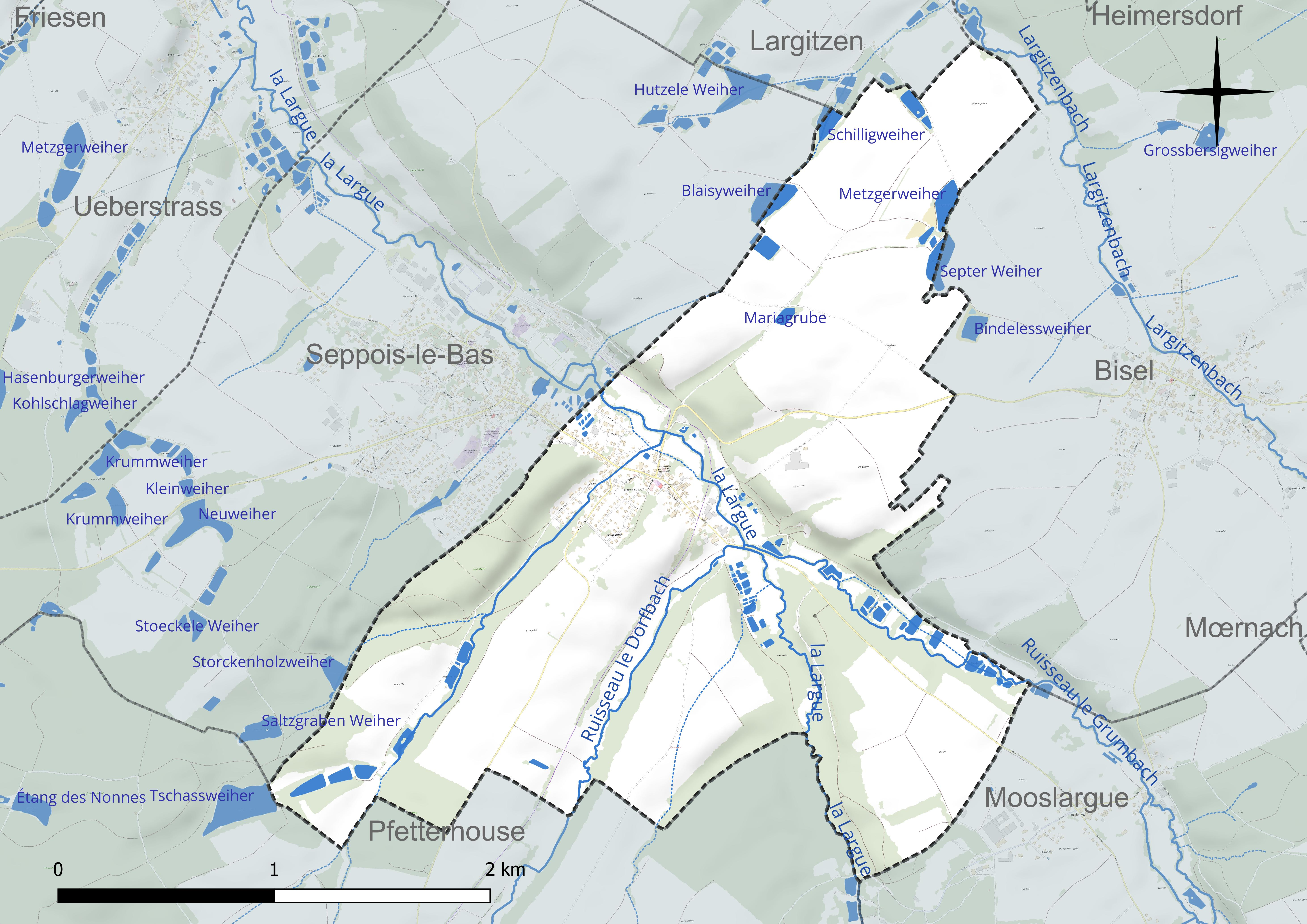
Réseau hydrographique de Seppois-le-Haut.

Cinq plans d'eau complètent le réseau hydrographique : Blaisyweiher, d'une superficie totale de 2,3 ha (1 ha sur la commune), Mariagrube (0,5 ha), Metzgerweiher (1,5 ha), Schilligweiher, d'une superficie totale de 1 ha (0,8 ha sur la commune) et Septer Weiher, d'une superficie totale de 1,9 ha (0,8 ha sur la commune),.

#### Gestion et qualité des eaux
Le territoire communal est couvert par le schéma d'aménagement et de gestion des eaux (SAGE) « Largue ». Ce document de planification concerne le bassin versant de la Largue et une zone située à l'ouest du périmètre (la région de Montreux). Ce territoire s'étend sur 385 km2. Le périmètre a été arrêté le 4 mars 1996 et le SAGE proprement dit a été approuvé le 24 septembre 1999 puis révisé le 17 mai 2016. La structure porteuse de l'élaboration et de la mise en œuvre est le Syndicat mixte pour l'aménagement et la renaturation du bassin versant de la Largue et du secteur de Montreux, qui a évolué en Epage le 1er janvier 2018, sous le nom de Epage Largue. 
La qualité des cours d’eau peut être consultée sur un site dédié géré par les agences de l’eau et l’Agence française pour la biodiversité. 

### Climat
Pour des articles plus généraux, voir Climat du Grand Est et Climat du Haut-Rhin.
En 2010, le climat de la commune est de type climat de montagne, selon une étude du Centre national de la recherche scientifique s'appuyant sur une série de données couvrant la période 1971-2000. En 2020, Météo-France publie une typologie des climats de la France métropolitaine dans laquelle la commune est dans une zone de transition entre le climat semi-continental et le climat de montagne et est dans la région climatique  Vosges, caractérisée par une pluviométrie très élevée (1 500 à 2 000 mm/an) en toutes saisons et un hiver rude (moins de 1 °C). 
Pour la période 1971-2000, la température annuelle moyenne est de 9,6 °C, avec une amplitude thermique annuelle de 17,5 °C. Le cumul annuel moyen de précipitations est de 969 mm, avec 10,7 jours de précipitations en janvier et 10 jours en juillet. Pour la période 1991-2020, la température moyenne annuelle observée sur la station météorologique de Météo-France la plus proche, « Carspach », sur la commune de Carspach à 9 km à vol d'oiseau, est de 11,0 °C et le cumul annuel moyen de précipitations est de 827,7 mm. 
La température maximale relevée sur cette station est de 38,1 °C, atteinte le 4 août 2022 ; la température minimale est de −17,7 °C, atteinte le 5 février 2012,,. 
Les paramètres climatiques de la commune ont été estimés pour le milieu du siècle (2041-2070) selon différents scénarios d'émission de gaz à effet de serre à partir des nouvelles projections climatiques de référence DRIAS-2020. Ils sont consultables sur un site dédié publié par Météo-France en novembre 2022.

## Urbanisme

### Typologie
Au 1er janvier 2024, Seppois-le-Haut est catégorisée bourg rural, selon la nouvelle grille communale de densité à sept niveaux définie par l'Insee en 2022.
Elle est située hors unité urbaine et hors attraction des villes,.

### Occupation des sols
L'occupation des sols de la commune, telle qu'elle ressort de la base de données européenne d’occupation biophysique des sols Corine Land Cover (CLC), est marquée par l'importance des territoires agricoles (63,2 % en 2018), une proportion sensiblement équivalente à celle de 1990 (62,6 %). La répartition détaillée en 2018 est la suivante : 
terres arables (55,1 %), forêts (31,6 %), zones agricoles hétérogènes (8,1 %), zones urbanisées (5,1 %), espaces verts artificialisés, non agricoles (0,1 %), prairies (0,1 %). L'évolution de l’occupation des sols de la commune et de ses infrastructures peut être observée sur les différentes représentations cartographiques du territoire : la carte de Cassini (XVIIIe siècle), la carte d'état-major (1820-1866) et les cartes ou photos aériennes de l'IGN pour la période actuelle (1950 à aujourd'hui).

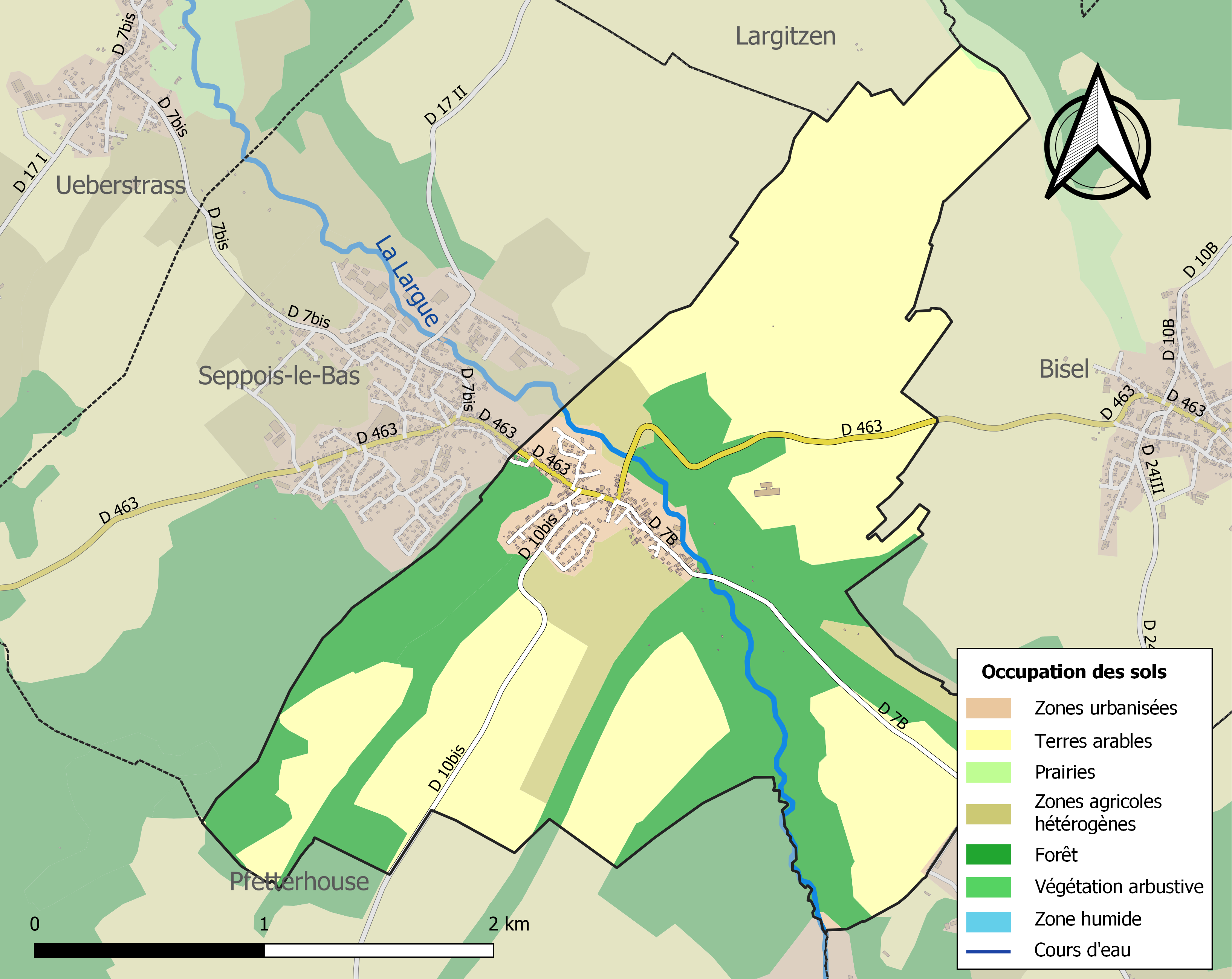
Carte des infrastructures et de l'occupation des sols de la commune en 2018 (CLC).

## Toponymie
- Sept (1303), Obersept (1793), Seppois-le-Haut (1801).
- En allemand : Obersept[21].

## Histoire
Seppois-le-Bas a été durement touché durant les conflits de la Première Guerre mondiale.
La commune a été décorée le 2 novembre 1921 de la croix de guerre 1914-1918.

### Héraldique
| Blason de Seppois-le-Haut | Les armes de Seppois-le-Haut se blasonnent ainsi : « D'azur au cœur d'or. » |

## Économie
Malgré sa localisation à proximité du pôle de compétitivité « automobile du futur » (Mulhouse, Belfort, Sochaux-Montbéliard) et du site bâlois en pleine expansion économique, le village demeure largement rural.

## Politique et administration

### Liste des maires
| Période                                  | Période  | Identité        | Étiquette | Qualité |
| ---------------------------------------- | -------- | --------------- | --------- | ------- |
| 1995                                     | 2008     | Maxime Koeberlé | -         | -       |
| mars 2008                                | 2014     | Patrick Mercier | -         | -       |
| mars 2014                                | En cours | Fabien Ulmann   | -         | -       |
| Les données manquantes sont à compléter. |          |                 |           |         |

### Budget et fiscalité 2015
En 2015, le budget de la commune était constitué ainsi :
- total des produits de fonctionnement : 382 000 €, soit 774 € par habitant ;
- total des charges de fonctionnement : 320 000 €, soit 648 € par habitant ;
- total des ressources d'investissement : 202 000 €, soit 409 € par habitant ;
- total des emplois d'investissement : 167 000 €, soit 338 € par habitant ;
- endettement : 793 000 €, soit 1 605 € par habitant.

Avec les taux de fiscalité suivants :
- taxe d’habitation : 17,94 % ;
- taxe foncière sur les propriétés bâties : 13,29 % ;
- taxe foncière sur les propriétés non bâties : 51,01 % ;
- taxe additionnelle à la taxe foncière sur les propriétés non bâties : 50,60 % ;
- cotisation foncière des entreprises : 19,66 %.

## Démographie
L'évolution du nombre d'habitants est connue à travers les recensements de la population effectués dans la commune depuis 1793. Pour les communes de moins de 10 000 habitants, une enquête de recensement portant sur toute la population est réalisée tous les cinq ans, les populations de référence des années intermédiaires étant quant à elles estimées par interpolation ou extrapolation. Pour la commune, le premier recensement exhaustif entrant dans le cadre du nouveau dispositif a été réalisé en 2007.

En 2022, la commune comptait 504 habitants, en évolution de +0,8 % par rapport à 2016 (Haut-Rhin : +0,66 %, France hors Mayotte : +2,11 %).
| 1793 | 1800 | 1806 | 1821 | 1831 | 1836 | 1841 | 1846 | 1851 |
| ---- | ---- | ---- | ---- | ---- | ---- | ---- | ---- | ---- |
| 368  | 320  | 333  | 380  | 421  | 451  | 443  | 473  | 478  |

| 1856 | 1861 | 1866 | 1871 | 1875 | 1880 | 1885 | 1890 | 1895 |
| ---- | ---- | ---- | ---- | ---- | ---- | ---- | ---- | ---- |
| 400  | 404  | 421  | 367  | 373  | 387  | 351  | 321  | 348  |

| 1900 | 1905 | 1910 | 1921 | 1926 | 1931 | 1936 | 1946 | 1954 |
| ---- | ---- | ---- | ---- | ---- | ---- | ---- | ---- | ---- |
| 312  | 346  | 339  | 250  | 281  | 272  | 281  | 298  | 290  |

| 1962 | 1968 | 1975 | 1982 | 1990 | 1999 | 2006 | 2007 | 2012 |
| ---- | ---- | ---- | ---- | ---- | ---- | ---- | ---- | ---- |
| 306  | 293  | 322  | 345  | 335  | 508  | 518  | 519  | 484  |

| 2017 | 2022 | - | - | - | - | - | - | - |
| ---- | ---- | - | - | - | - | - | - | - |
| 511  | 504  | - | - | - | - | - | - | - |

## Lieux et monuments
- La chapelle Sainte-Croix[29], dressée au milieu du village. Mentionnée pour la première fois en 1620, elle est certainement plus ancienne car elle dispose d'un chœur en architecture gothique avec une voûte en plein cintre ; aménagée en centre socio-culturel, des expositions et conférences s'y tiennent régulièrement ;
- l'église Saint-Hubert[30], détruite pendant la Première Guerre mondiale et reconstruite en 1928. Elle remplace la première église de 1859 ; on peut y voir des sculptures et peintures remarquables (chemin de croix, banc de communion, maître-autel, tableaux représentant saint Sébastien et saint Roch) et son orgue de Frédéric Haerpfer[31] ;
- de belles fontaines, réparties sur l'axe principal ;
- les monuments commémoratifs[32] :
  - le monument aux fusillés de Ballersdorf ;
- le tilleul de Kreuzengarten, abattu, situé dans le jardin de l'ancienne chapelle Sainte-Croix, était plusieurs fois centenaire.

|  |  |

## Liste des rues
- Rue de Bâle
- Rue des bergers
- Rue de la chapelle
- Rue de l'église
- Rue des fontaines
- Rue de la forêt
- Rue du Kreuzengarten
- Rue de Moos
- Rue du Moulin
- Rue de Pfetterhouse
- Rue des prés
- Rue des sapins